# Gråvålsjön
Gråvålsjön är en sjö i Bergs kommun i Härjedalen och ingår i Neans huvudavrinningsområde. Sjön har en area på 0,242 kvadratkilometer och ligger 993,3 meter över havet.

## Delavrinningsområde
Gråvålsjön ingår i det delavrinningsområde (697703-131556) som SMHI kallar för Utloppet av Gråvålsjön. Medelhöjden är 1 069 meter över havet och ytan är 5,59 kvadratkilometer. Det finns inga avrinningsområden uppströms utan avrinningsområdet är högsta punkten. Vattendraget som avvattnar avrinningsområdet har biflödesordning 2, vilket innebär att vattnet flödar genom totalt 2 vattendrag innan det når havet efter 32 kilometer. Avrinningsområdet består mestadels av kalfjäll (90 procent). Avrinningsområdet har 0,24 kvadratkilometer vattenytor vilket ger det en sjöprocent på 4,3 procent.